# Video Disk Recorder
Video Disk Recorder (VDR) ist eine freie Software für das Betriebssystem Linux. Sie bietet die Möglichkeit, einen Computer als digitalen Videorekorder zu nutzen.

## Konzept
Die im Jahr 2000 erstmals veröffentlichte Software ist eine Sammlung von Programmen unter Linux, die ursprünglich für einige aktive DVB-Karten mit Videoausgang (Full-Featured, also mit Hardware-MPEG-Decodierung) entwickelt wurden. Damalige Grafikkarten waren zu leistungsschwach für softwaremäßige MPEG-Decodierung.
Benötigt wurde ein PC ab 166 MHz und eine digitale (Full-Featured) TV-Karte (DVB-Karte) für terrestrischen, Satelliten- oder Kabelempfang.
Der Hauptunterschied zu anderen Programmen, die Fernsehempfang auf dem PC ermöglichen, bestand darin, dass die Möglichkeiten aktiver DVB-Karten (Full-Featured) konsequent genutzt werden können. Die Bildausgabe erfolgt direkt von der DVB-Karte als Videosignal zum Fernseher und nicht, wie bei anderen Systemen, über eine Grafikkarte.
Mittels einer normalen IR-Fernbedienung ist das VDR-System über das OSD-Menü vollständig steuerbar.
Aus der Fähigkeit, Fernsehen und Radio auf einem VDR-System zu empfangen und Sendungen auf einer Festplatte zu speichern, wird so ein Festplattenreceiver (PVR) mit den erweiterten Möglichkeiten eines PCs.
Weitere Zusatzfunktionen wie DVD-Player, MP3-Player, IPTV und Webradio lassen sich über eine Vielzahl an Plug-ins in das VDR-System integrieren.

## Architektur

Abhängigkeiten

Die gesamte Software des VDR ist unter Linux nach dem Client-Server-Modell konzipiert, so dass heute viele weitere TV-Karten zum TV-Empfang im Server des VDR verwendet werden können.
Lediglich zur Wiedergabe ist im Client eine leistungsfähige Grafikkarte oder eine TV-Karte mit MPEG-Hardware-Decodierung und gegebenenfalls Videoausgang erforderlich.
VDR kann Fernsehsendungen auch als IP-Stream in ein Netzwerk verbreiten. Alternativ kann die Programmauswahl und Programmierung der TV-Sendungen über einen Webbrowser erfolgen und der VLC media player kann zum Fernsehempfang verwendet werden.
Auch die Set-Top-Box ReelBox ist nach dem Prinzip des VDR aufgebaut.
Seit 2014 ist VDR mit der Sat-over-IP-Technik kompatibel, dafür ist das Plugin vdr-plugin-satip notwendig.

## Funktionen
Der VDR und seine Plugins bieten unter anderen folgende Funktionen:
- Nutzung der OSD-Funktion einer FullFeatured-DVB-Karte
- Steuerung über Fernbedienung oder Tastatur
- Unterstützung mehrerer DVB-Karten und einiger Modelle von Analog-TV-Karten (eine FullFeatured-DVB-Karte wird zur Videoausgabe empfohlen)
- Verschiedene Empfangssysteme DVB-S/C/T können gemischt werden
- Unterstützung verschlüsselter Pay-TV-Sender (CI-CAM)
- Elektronische Programmzeitschrift (EPG) (was läuft jetzt/als Nächstes?)
- Unterstützung aller verfügbaren Audiospuren einschließlich Dolby Digital
- Timer, Autotimer (Erzeugen von Timern nach Stichwortsuche im EPG)
- Schlafmodus (Standby) und Aufwachfunktion über Timersteuerung
- Sofortaufnahme, zeitversetztes Fernsehen (timeshift)
- Schneiden und Aufbereiten der Aufnahmen in die gängigen Formate mit anschließender Brennfunktion
- Fernbedienung, Programmierung, Verwaltung per Webbrowser über HTTP-Server im lokalen Netz oder Internet
- Streaming (Fernsehbild oder Radioton über das Netz auf Streaming-Clients abrufbar)
- Netzwerkfähig: Nicht in jedem VDR-Gerät im Netzwerk muss eine TV-Karte sein
- Über eine Plugin-Schnittstelle erweiterbar